# ЖКК Партизан
Женски кошаркашки клуб Партизан је српски кошаркашки клуб из Београда. Клуб је део Спортског друштва Партизан. Тренутно се такмичи у Првој лиги Србије и Јадранској лиги.

## Историја
Клуб је основан 1953. године. Три пута је био првак Југославије, у сезонама 1983/84, 1984/85 и 1985/86. Партизан су тада предводиле Јелица Комненовић, Биљана Мајсторовић, Оливера Кривокапић, Стојна Вангеловска, Цветана Деклева, Драгана Симић, Мерхуниса Омеровић, Зорана Цветковић, Радмила Лекић, Драгана Борели, Олгица Машић, Соња Крњаја, Зорица Иветић, Андреја Пукшић, Тања Стевановић...
Партизан је у овом периоду и два пута освајао куп 1985. и 1986. године.
После распада Југославије нису имале успеха, све до сезоне 2009/10. када су постале првакиње Србије. Наредна сезона 2010/11. је била још успешнија јер су играчице Партизана освојиле дуплу круну, освојивши првенство и куп.
У сезони 2011/12. Партизан је по први пута освојио Регионалну лигу тријумфом на финалном турниру у Зеници. Клуб из Хумске био је бољи у финалу од домаћег Челика резултатом 74:65. На крају сезоне Партизан је поново освојио првенство што је била укупно 6. титула првака у историји клуба.
У сезони 2012/13. кошаркашице Партизана освојиле су куп Србије након што су у финалу у Лазаревцу победиле екипу Радивоја Кораћа са 103:71. Најефикасније играчице биле су Американка Брук Квинан са 23 поена, Милица Дабовић са 21 и Дајана Бутулија са 19. Партизан је Регионалну лигу завршио без пораза и тако одбранио трофеј. Након 20 победа из исто толико мечева у регуларном делу лиге, на завршном турниру у Новом Саду прво су победиле домаћу Војводину са 94:72, да би у финалу, као и у купу биле боље од Радивоја Кораћа са 70:45. На крају сезоне освојена је и 7. титула шампиона победом у финалу плеј-офа првенства Србије над екипом Радивоја Кораћа.

### Финансијски крах и иступање из Прве лиге
Међутим, на крају сезоне 2012/13. клуб је наишао на непремостиву препреку - мањак новца. Тренер клуба Марина Маљковић отишла је у Француску, а исто тако екипа је остала без свих носилаца игре. Упркос све већим тешкоћама у функционисању, клуб је 2013/14. стигао до полуфинала плеј-офа, као и годину касније, где је заустављен од ЖКК Војводина. У Регионалној лиги изборено је пето место, након лидерске позиције у Групи А.
Потпуни крај клуба проглашен је у августу 2015. године када је Управа ЖКК Партизан обзнанила да клуб неће са сениорском екипом наступати нити у националној елитној дивизији, нити у Женској регионалној лиги. Обелодањено је да ће нови клуб - КЖК Партизан 1953 наступати у Другој женској лиги - Група Север Б, као и у Купу Србије.
Тренерског места прихватио се Мирослав Кањевац, који је том приликом рекао:
Ово је мој повратак у клуб у коме сам провео лепе тренутке. Партизан се не одбија. У Партизану раде озбиљни људи, знам како клуб функционише, тако да се нисам размишљао да ли да прихватим понуду. Партизан је увек Партизан, без обзира у ком рангу такмичења игра. Даћу максималан допринос да се Партизан врати тамо где му је и место.
Истог дана, за клуб су уговоре потписале Тамара Петковић, Милица Шпикић, Марија Петковић, Бојана Јанковић, Сузана Миловановић, која је стигла из румунског Арада, Марија Стојановић, Ана Милетић, Драга Ћиримановић, Јелена Милекић и Теодора Банковић.

### Повратак у Прву лигу и први трофеј
Након само годину дана у Другој лиги Партизан се у сезони 2016/17. вратио у Прву лигу и Регионалну кошаркашку лигу. У регионалној лиги заузели су 8. место, а у Првој лиги 3. место и пласирали се у плеј-оф. У полуфиналу састали су се са Црвеном звездом и поражени су са 2:0 у победама.
После пет година паузе кошаркашице Партизана освојиле су трофеј. Оне су то учиниле у Купу Милана Циге Васојевић 2018. године. У полуфиналу у Бањи Ковиљачи победиле су Радивој Кораћ са 71:67, а затим у финалу и Црвену звезду са 68:61. За најкориснију играчицу проглашена је Иванка Матић која је у финалу постигла 30 поена.

## Успеси
| Такмичење                 | Такмичење                | Број                     | Година                              |                          |                          |
| Национално првенство — 7  | Национално првенство — 7 | Национално првенство — 7 | Национално првенство — 7            | Национално првенство — 7 | Национално првенство — 7 |
| ------------------------- | ------------------------ | ------------------------ | ----------------------------------- | ------------------------ | ------------------------ |
| Првенство СФР Југославије | Првак                    | 3                        | 1983/84, 1984/85, 1985/86.          |                          |                          |
| Првенство СФР Југославије | Други                    | 0                        | /                                   |                          |                          |
| Првенство Србије          | Првак                    | 4                        | 2009/10, 2010/11, 2011/12, 2012/13. |                          |                          |
| Првенство Србије          | Други                    | 2                        | 2008/09, 2017/18.                   |                          |                          |
| Национални куп — 5        |                          |                          |                                     |                          |                          |
| Куп СФР Југославије       | Победник                 | 2                        | 1984/85, 1985/86.                   |                          |                          |
| Куп СФР Југославије       | Финалиста                | 2                        | 1977/78, 1982/83.                   |                          |                          |
| Куп СР Југославије        | Победник                 | 0                        | /                                   |                          |                          |
| Куп СР Југославије        | Финалиста                | 2                        | 1995/96, 1999/00.                   |                          |                          |
| Куп Србије                | Победник                 | 3                        | 2010/11, 2012/13, 2017/18.          |                          |                          |
| Куп Србије                | Финалиста                | 4                        | 2009/10, 2013/14, 2023/24, 2024/25. |                          |                          |
| Регионална такмичења — 2  |                          |                          |                                     |                          |                          |
| Јадранска лига            | Победник                 | 2                        | 2011/12, 2012/13.                   |                          |                          |
| Јадранска лига            | Финалиста                | 0                        | /                                   |                          |                          |
| Јадранска лига            | Полуфинале               | 1                        | 2010/11.                            |                          |                          |

## Истакнуте бивше играчице
- Мирјана Myјбеговић
- Љиљана Станојевић
- Рада Стишовић
- Биљана Мајсторовић
- Оливера Кривокапић Драгићевић
- Јелица Комненовић
- Олгица Машић
- Зорана Цветковић
- Драгана Борели
- Стојна Вангеловска
- Цветана Деклева
- Мерхуниса Омеровић
- Радмила Лекић
- Драгана Марковић
- Зорица Иветић
- Соња Крњаја
- Андреја Пукшић
- Тања Стевановић
- Драгана Симић
- Јелена Поповић
- Оља Петровић
- Мирјана Прљевић
- Јелица Чанак
- Александра Кукуљ
- Тамара Ружић
- Марија Прља
- Анђелина Радић
- Марија Стојановић
- Хајдана Радуновић
- Наташа Иванчевић
- Мина Максимовић
- Тамара Радочај
- Марина Мандић
- Јелена Антић
- Биљана Станковић
- Александра Вујовић
- Наташа Ковачевић
- Јадранка Савић
- Сања Весел
- Александра Самарџић
- Тања Весел
- Александра Радуловић
- Тања Стокић
- Катица Кривић
- Славица Илић
- Мирјана Медић
- Дијана Буковац
- Љиљана Божичковић
- Тања Турањанин
- Светлана Станић
- Сања Ланцош
- Тамара Веланац
- Иванка Матић
- Гордана Тешић
- Милана Живадиновић
- Катарина Анђелковић
- Јасмина Милојковић
- Илвана Звиздић Пехливан
- Јелица Дабовић
- Душанка Ћирковић
- Бранка Стојићевић
- Ива Роглић
- Дина Шеснић
- Бојана Јанковић
- Алиша Гледен
- Ивона Јерковић
- Ивона Богоје
- Саша Чађо
- Милица Деура
- Кристина Балтић
- Јована Поповић
- Ирена Матовић
- Наташа Југовић Вукоје
- Катарина Лазић Томић
- Јелена Шпирић
- Јелена Максимовић
- Ивана Дрманац
- Сања Коврлија
- Сузана Миловановић
- Јована Миловановић
- Андријана Васовић
- Љиљана Томашевић
- Бранка Луковић
- Јелена Станковић
- Јелена Јовановић
- Јелена Дангубић
- Биљана Стјепановић
- Мирјана Велисављевић
- Јована Вукоје
- Милена Крстајић
- Бојана Вулић
- Тијана Брдар
- Светлана Петровић
- Јелена Радић
- Милена Вукићевић
- Шина Мур
- Џасмин Стоун
- Латоја Вилијамс
- Маја Миљковић
- Наташа Бучевац
- Дуња Прћић
- Неда Ђурић
- Мирјана Бероња
- Милица Дабовић
- Невена Јовановић
- Дајана Бутулија
- Брук Квинан
- Џасмин Гил
- Јована Пашић
- Јелена Вучетић
- Миљана Бојовић
- Јулијана Војиновић
- Теодора Банковић

## Истакнути бивши тренери
| - Борислав Ћорковић - Драгољуб Пљакић - Владислав Лучић - Љиљана Станојевић - Драгомир Буквић - Мирослав Кањевац - Слађан Ивић - Драган Вуковић - Марина Маљковић - Милан Дабовић |